# 元羅
元 羅（げん ら、? - 天和3年8月2日（568年9月9日））は、北魏・西魏の皇族。字は仲綱。小字は羅刹。

## 経歴
江陽王元継の子として生まれた。司空参軍事を初任とし、司徒主簿に転じ、嘗食典御・散騎侍郎・散騎常侍を兼ねた。平東将軍・青州刺史として出向した。兄の元叉が北魏の朝廷で権勢をふるうと、元羅にもその余光がおよび、当時の名士の邢卲・王元景・李奨らを賓客として、青州に引き連れさせた。南朝梁が北伐してくると、元羅は撫軍将軍を代行し、都督青光南青三州諸軍事となって侵攻に対処した。青州の任を退くと、入朝して宗正卿となった。
元叉が誅殺された後、元羅は元叉の未亡人胡玄輝（霊太后の妹）に迫って姦通したという。一説には、彼女に助命を頼むためだった。建義元年（528年）、尚書右僕射・東道大使に任じられた。太昌元年（531年）5月、儀同三司・尚書令となった。まもなく使持節・驃騎大将軍・開府儀同三司・梁州刺史として出向した。
天平2年（535年）11月、梁の北梁州刺史蘭欽の攻撃を受け、梁に降伏した。大同2年（536年）5月、征北大将軍・青冀二州刺史となり、東郡王に封じられた。大同6年（540年）5月、右光禄大夫の位を受けた。太清2年（548年）9月、鎮右将軍の位を加えられた。太清3年（549年）6月、侯景により西秦王に封じられた。11月、侯景の下で儀同三司の位を受けた。大宝2年（551年）1月、侯景の下で太傅に上った。
侯景が滅ぶと、西魏の宇文泰の求めを受けて関中に入り、開府儀同三司・侍中・少師となり、江陽王の爵位を嗣いだ。北周が建国されると、固道郡公に改封された。明帝2年（558年）9月、韓国公に封じられた。
天和3年8月乙丑（568年9月9日）、死去した。

## 伝記資料
- 『魏書』巻16 列伝第4
- 『北史』巻16 列伝第4